# Handball Club Sprimont
Le Handball Club Sprimont, abrégé en HC Sprimont, est un club belge de handball qui se situe à Sprimont au sud de Liège dans la province éponyme.
Porteur du matricule 556, le club est affilié à la LFH. L'équipe dame évolue en Division 1 tout comme la section homme.

## Histoire
Fondé en 1988 par Jean et Chantal Meunier, le Handball Club Sprimont hérite du matricule 556. Le club sprimontois est alors un habitué des dernières divisions tant en dames qu'en hommes. Mais l'année 2008 représente un réel tournant pour le club. Cette année coïncide en effet avec l'arrivée de Thierry Dubuc. L'ancien international belge et pivot du HC Herstal va consolider l'école de jeune du club. Très vite le matricule 556 va devenir un véritable club formateur. Passant d'une centaine d'affiliés, le HC Sprimont compte alors 219 membres en 2023 pour un total de 14 équipes. Son nombre d'affiliés combiné aux résultats de ses équipes d'âge lui vaudra d'ailleurs le titre de club formateur de la LFH en 2022. Parmi les joueurs formés, on peut citer Sébastien Danesi joueur des Red Wolves et handball pro au Grand Besançon Doubs Handball.
Cette ascension chez les jeunes aura des effets assez bénéfiques sur les équipes séniores avec tout d'abord l'équipe féminine. Militant en D1 LFH, soit le troisième et dernier niveau chez les dames, le club se voit propulsé en Division 1 entre 2015 et 2022. Les Carrières sont même devenues en 2023, le premier club de la LFH du pays, détrônant la puissante formation du Fémina Visé. L'équipe homme connait également une ascension remarquable. Ces derniers militaient, tout comme leur consœur féminine, au dernier niveau de la hiérarchie. Mais champion de la Promotion Liège en 2018. Les Carriers réussissent, après plusieurs échecs, à se hisser enfin en Division 2 à l'issue de la saison 2021/2022, puis à accéder à la D1 lors de l'excercice 2023/2024.

## Infrastructure
- Hall Omnisports de Sprimont

## Comité
- Président : Geoffrey Vivroux
- Secrétaire : Ghislaine Denis
- Trésorier : Alain Borowiak

## Logo

Ancien logo
Logo actuel